# Zalesie (gmina w województwie warszawskim)
Zalesie (od 1946 Krasne) – dawna gmina wiejska w woj. warszawskim II Rzeczypospolitej. Nazwa gminy pochodzi od wsi Zalesie, lecz siedzibą władz gminy było Krasne.
W okresie międzywojennym gmina Zalesie należała do powiatu ciechanowskiego w woj. warszawskim. Po wojnie gmina istniała przejściowo, po czym utworzono w tymże powiecie i województwie jej terytorialny odpowiednik, gminę Krasne.